# المزهر
المزهر (به عربی: المزهر) یک منطقهٔ مسکونی در امارات متحده عربی است که در دبی، امارات واقع شده‌است.